# Foreste montane della faglia albertina
Le foreste montane della faglia albertina sono una ecoregione africana (codice ecoregione: AT0101) che si sviluppa lungo la faglia albertina, il ramo occidentale della Rift Valley, che congiunge l'estremità settentrionale del lago Alberto con l'estremità meridionale del lago Tanganica, toccando i confini di cinque diverse nazioni: Burundi, Repubblica Democratica del Congo, Ruanda, Tanzania e Uganda.  La regione è inclusa nella lista Global 200 con il nome di Foreste montane dell'Albertine Rift.
L'ecoregione è delimitata da alcune delle montagne più alte dell'Africa, inclusi i monti Virunga e Ruwenzori e contiene alcuni dei grandi laghi africani, come il lago Tanganica, profondo fino a 1.470 metri.

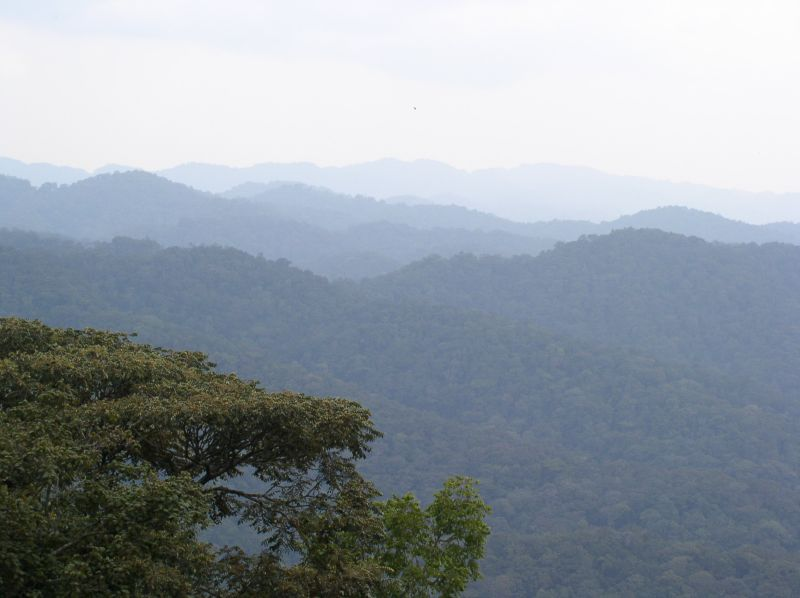
La cosiddetta foresta impenetrabile di Bwindi, Uganda

L'Albertine Rift è un'area di notevole importanza sotto il profilo faunistico in quanto ospita, tra l'altro, le ultime popolazioni esistenti del gorilla di montagna orientale (Gorilla beringei). Sebbene l'area comprenda diversi parchi nazionali e riserve forestali, è stata negli ultimi decenni teatro di guerre che hanno reso davvero problematica la tutela del territorio.